# プトレマイオス5世
プトレマイオス5世エピファネス（ギリシア語: Πτολεμαίος Ε' Επιφανής、紀元前210年10月9日 - 紀元前180年9月）は、古代エジプト、プトレマイオス朝のファラオ（在位：紀元前204年 - 紀元前181年）。プトレマイオス4世とアルシノエ3世の子。エピファネス（もしくはエピパネス、「顕現神王」の意）を自称した。
プトレマイオス5世の即位前後の王朝の混乱に乗じた周辺の国家がエジプトを攻撃し、王朝は多くの領地を失った。また、王朝の支配下に置かれていたエジプト土着の住民の民族的自覚が高まり、各地で反乱が頻発した。プトレマイオス5世の時代から、プトレマイオス朝は衰退を始める。

## 生涯

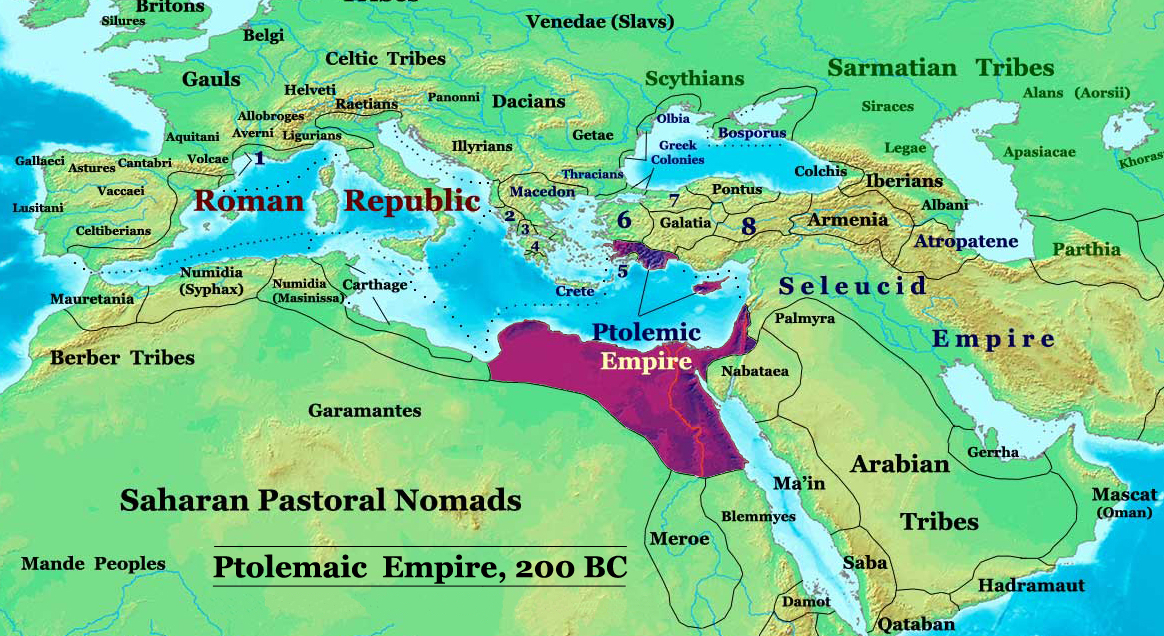
紀元前200年（パニオンの戦いに敗れる前）のプトレマイオス朝の領土

紀元前210年ごろ、プトレマイオス4世と彼の妹アルシノエ3世の子としてアレクサンドリアで生まれる。誕生してしばらくすると、プトレマイオス5世はプトレマイオス4世の共同統治者として、王位に就いた。
父プトレマイオス4世が急死し、母アルシノエ3世も廷臣たちにより暗殺されると、アルシノエ3世を毒殺した廷臣ソシビオスとアガトクレスが幼少のプトレマイオス5世を擁立した。ソシビオス、アガトクレスらが後見人として権勢を振るうが、やがて彼らに疑いの目が向けられる。紀元前202年、アガトクレス達に対してペルシオンの知事トレポレモスが反乱を起こしてアガトクレスは虐殺され、プトレマイオス5世が正式に即位した。
プトレマイオス4世時代以来のエジプトとセレウコス朝シリアとの戦争は彼の時代にも続き、第五次シリア戦争（紀元前202年 - 紀元前195年）が起こった。シリアのアンティオコス3世（大王）はマケドニア王国のピリッポス5世とプトレマイオス朝がエジプト外に有する領土の分割を協議し、2つの国は連携してアナトリア半島やシリアに存在するプトレマイオス朝の支配地を攻撃した。紀元前200年のパニオンの戦いにおいて、エジプト軍は大敗して多くの領土を失い、東方貿易の中継地点である南シリアの喪失は王朝の経済に大きな痛手を与えた。収入の低下によって農民に課された重税は反乱の原因となり、紀元前188年から紀元前184年にかけて発生した農民反乱はエジプトのほぼ全域に及ぶものとなった。
紀元前193年にシリアとの間に和平が成立し、プトレマイオスはアンティオコス3世の娘クレオパトラ1世と結婚する。婚資として南シリアの支配権がエジプトに返還されたが名目のみに過ぎず、アンティオコス3世が事実上の南シリアの所有者であり続けた。クレオパトラとの結婚によってエジプトはシリアからの内政干渉を受けるようになり、プトレマイオス5世は東地中海に進出しつつあったローマに支援を求めた。また、エジプトを破ったシリアとマケドニアはローマとの戦争に敗北し、地中海世界東部におけるローマの影響力が増していく。
クレオパトラ1世との間にはプトレマイオス6世フィロメトルら2人の息子と1人の娘が生まれた。彼の死後、クレオパトラ1世が摂政に就任し、シリアとの友好関係構築に努めた。

## 政策
彼の治世中、国内では地方で先住のエジプト民族の反乱が続いた。プトレマイオス4世存命中の紀元前208年に上エジプトのテーベで独立した政権が樹立され、紀元前187年から紀元前186年にかけてヒッパルスが反乱を鎮圧するまで、上エジプトは王朝の支配から離れていた。プトレマイオス5世は内乱と外国の侵入に直面し、政治的困難の克服を期待してエピファネス（顕現神王）を自称したと推測されている。
プトレマイオス5世はエジプトの住民からの支持を得るため、種々の方策を実施する。エジプトの伝統的な儀礼に従い、紀元前196年3月26日にプトレマイオス朝のファラオとして初めてメンフィスで即位式を挙げ、税金の恩赦を布告した。有名な碑文ロゼッタ・ストーンには、ギリシア語、デモティック、ヒエログリフの3種類の文字によって、紀元前196年にメンフィスで行われた神官会議が記録されている。

## 子女
シリア王アンティオコス3世の娘クレオパトラ1世と結婚し、以下の子女をもうけた。
- プトレマイオス6世
- クレオパトラ2世
- プトレマイオス8世